# Театральна студія «Панацея» Галичфарм
Театральна студія «Панацея» Галичфарм — недержавний театральний колектив, створений працівниками фармацевтичного заводу «Галичфарм» у 2012 році.

## Походження назви
Для того, щоб придумати назву для театральної студії, серед працівників «Галичфарму» було проведено конкурс, в якому перемогла Наталія Кащак з назвою «Панацея». Свою назву колектив взяв від однойменного міфологічного засобу, який лікує всі хвороби. На думку учасників студії, так само і їхні заходи лікують будь-який настрій.
|                                             | Лікувальний ефект мають не лише ліки, але і слово і дійство, наповнені ніжністю і любов'ю. |
| — Мар'яна Івашина - режисер та постановник. |                                                                                            |

## Історія
У 90-х роках XX століття в «Галичфарм» існував філіал «Просвіти». Розташування компанії в центрі Львова, але й одночасно з важкодоступним добиранням до неї спонукало персонал мати все необхідне для себе в межах підприємства. Тому колектив завжди потребував спільних масових заходів.
У 2007 році в компанії був впроваджений проєкт IMPAK, покликаний трансформувати бізнес під нову стратегію. В нових умовах потрібно було більше часу приділяти побудові ефективної команди та крос-функціональної взаємодії.
Потреба в згуртуванні людей привела до постановок з 2008 по 2012 рік музичних номерів до Днів компанії. Культура та традиції спонукали підприємство у 2012 році запровадити проведення масових заходів під час святкування Дня матері, Дня Миколая та Нового року. Ці ж задачі і були враховані при створенні театральної студії «Панацея».
Крім того, компанія активно почала долучатись до благодійної діяльності у вигляді спілкування з дітьми з особливими потребами та їх батьками. Тоді ж виникла ідея поставити виставу для дітей.
У першій виставі «Миколай іде до нас» 2012 року взяли участь всього 8 акторів, працівників «Галичфарму», в той час як сьогодні на одну виставу припадає 30 та більше учасників.
У доробку  «Панацеї» 23 вистави і понад 110 виступів, 10 короткометражних фільмів і 3 концерти та тематичні вечори. За час існування студії, до неї приєдналися близько 100 акторів, працівників підприємства.
За останні роки студія виступала  в Митрополичих садах, музеях Станіслава Людкевича та Івана Труша, брала участь у Днях Європейської спадщини, фестивалі «Ніч у музеї» у Львові, а також у Всеукраїнському фестивалі аматорського театру «Акт».

## Хронологія вистав

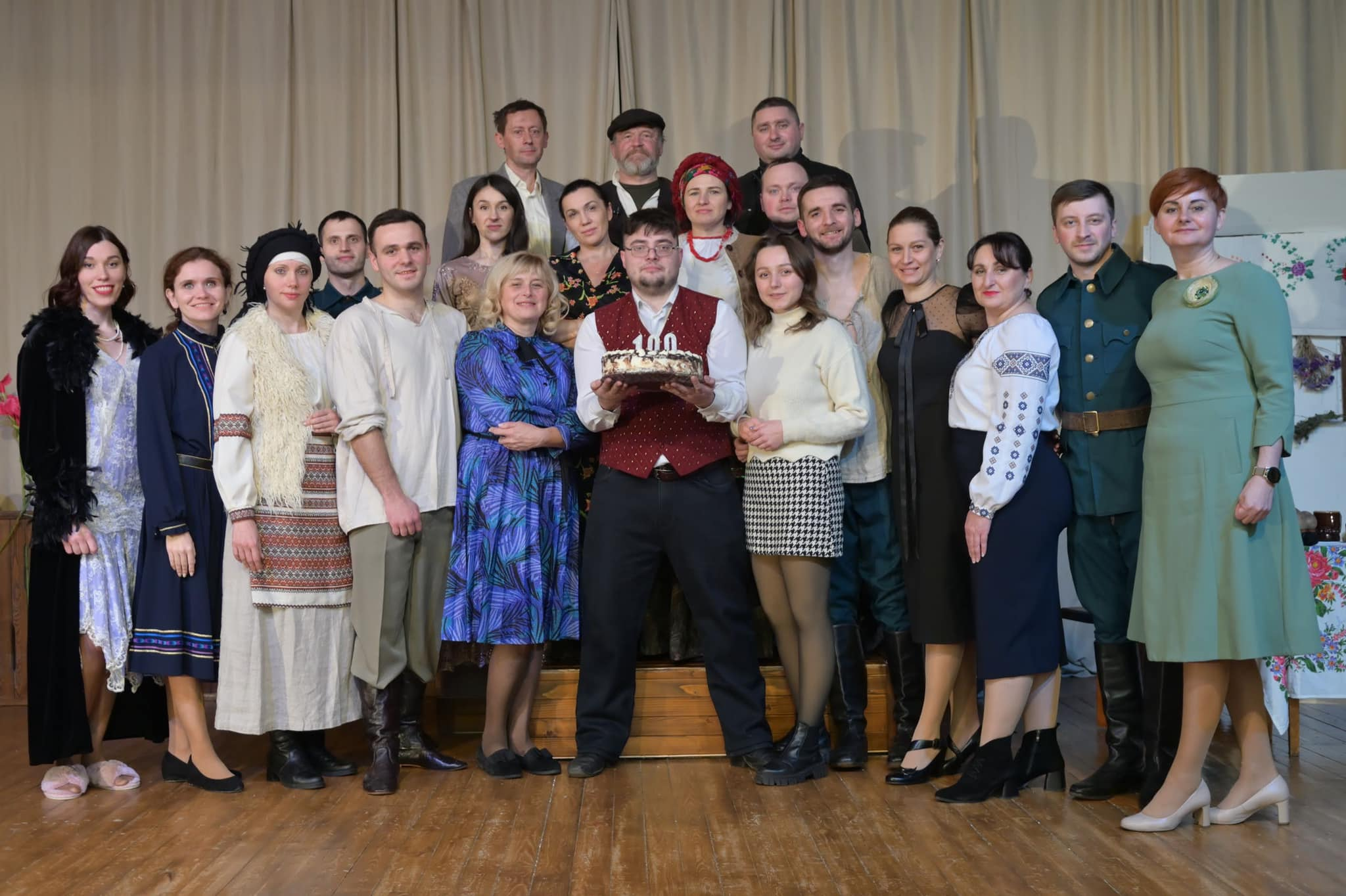
Колектив «Панацеї» на прем'єрі вистави «Століття Якова», 2022 рік

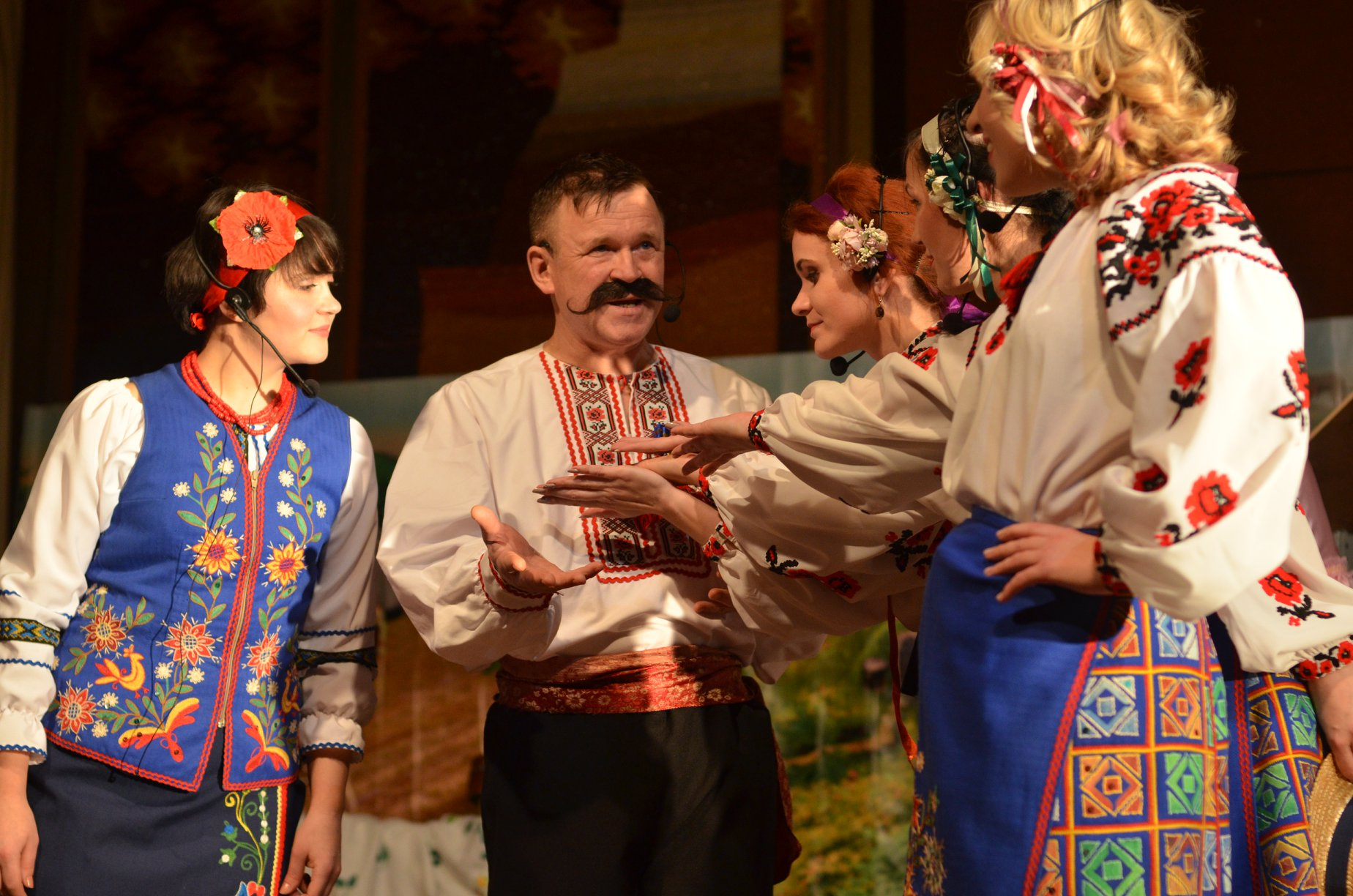
Кадр з вистави «По-модньому», 2019 рік.

## Хронологія вистав[4]
| Назва вистави                          | Рік прем'єри | За твором                                               |
| -------------------------------------- | ------------ | ------------------------------------------------------- |
| Вистава для дітей «Миколай іде до нас» | 2012         | -                                                       |
| «Вісім коротких історій про маму»      | 2013         | «365 коротких історій для душі» Бруно Ферреро           |
| «Бора»                                 | 2014         | «Бора» Галини Вдовиченко                                |
| «Сватання на Гончарівці»               | 2015         | «Сватання на Гончарівці» Г. Квітки-Основ'яненка         |
| «Пані Метелиця»                        | 2015         | «Пані Метелиця» братів Грімм                            |
| «Ніч перед Різдвом»                    | 2015         | «Ніч перед Різдвом» Миколи Гоголя                       |
| «Пригоди Швейка у Львові»              | 2016         | «Пригоди бравого вояка Швейка» Ярослава Гашека          |
| «Червона Квіточка»                     | 2016         | «Червона Квіточка» Сергія Аксакова                      |
| «За двома зайцями»                     | 2016         | «За двома зайцями» Михайла Старицького                  |
| «Шаріка або кохання січового стрільця» | 2017         | «Шаріка» Ярослава Барнича                               |
| «Пеппі Довгапанчоха»                   | 2017         | «Пеппі Довгапанчоха)» Астрід Ліндгрен                   |
| «За сімейними обставинами»             | 2017         | «За сімейними обставинами» Валентина Азернікова         |
| «Пригоди Золотого ключика»             | 2018         | «Золотий ключик, або Пригоди Буратіно» Олексія Толстого |
| «Тітонька Чарлі»                       | 2018         | «Тітонька Чарлі» Брендона Томаса                        |
| «Вісім люблячих жінок»                 | 2019         | -                                                       |
| «Бременські музиканти»                 | 2019         | «Бременські музиканти» братів Грімм                     |
| «Малюк і Карлсон»                      | 2019         | «Малий і Карлсон, що живе на даху» Астрід Ліндгрен      |
| «По-модньому»                          | 2019         | «По-модньому» Михайла Старицького                       |
| Телевистава «Гуцулка Ксеня»            | 2020         | «Гуцулка Ксеня» Ярослава Барнича                        |
| «Снігова Королева»                     | 2021         | «Снігова королева» Ганса Крістіана Андерсена            |
| «Неспляча красуня»                     | 2022         | -                                                       |
| «Століття Якова»                       | 2022         | «Століття Якова» Володимира Лиса                        |
| «Пів яблука»                           | 2023         | «Пів'яблука. Інші пів'яблука» Галини Вдовиченко         |

## Перелік учасників[1]
- Баторик Олег
- Боднар Роман
- Боднар Марта
- Борисюк Михайло
- Брида Олександр
- Бухта Світлана
- Волністова Роксолана
- В'ячало Іванна
- В'ячало Михайло
- Гінка Христина
- Грещак Олеся
- Голойда Марія
- Горошок Христина
- Дика Наталя
- Ділай Надія
- Данилюк Олег
- Жукевич Андрій
- Заболотний Руслан
- Затхей Ростислав
- Іващук Анастасія
- Ільков Олександра
- Ільків Наталя
- Калита Ігор
- Кащак Наталя
- Кицун Наталія
- Ковальчук Христина
- Кокоруз-Лещова Марта
- Кокотко Дарія
- Кутко Соломія
- Лехновський Микола
- Лещов Олександр
- Лотоцький Олександр
- Лущик Ірина
- Мадея Леся
- Маєвський Михайло
- Маєвський Назар
- Максимук Наталя
- Мастеляк Ольга
- Мельник Мирон
- Мельник Світлана
- Михайлишин Михайло
- Михашула Андрій
- Нижник Богдан
- Новицька Мирослава
- Оксенюк Сергій
- Орлута Василь
- Осадців Олександра
- Панчук Володимир
- Панчук Галина
- Папарига Христина
- Паучок Наталя
- Пержило Марта
- Питлик Віталій
- Плотнікова Катерина
- Подоляк Марта
- Попадинець Наталя
- Прийма Роман
- Савицький Ігор
- Сегін Юлія
- Скіра Богдан
- Скочиляс Наталя
- Слюсарчук Андрій
- Смалюх Христина
- Стеблій Тамара
- Струк Богдан
- Тимошенко Василина
- Трайдакало Олег
- Устянич Анастасія
- Устянич Галина
- Фітьо Ірина
- Фомічов Василь
- Чавус Уляна
- Чайка Соломія
- Шуліка Євген
- Щодрий Володимир
- Якубовський Олександр
- Яновська Ольга
- Ярмошевич Олексій
- Яськів Олена